# Hermann Krüger (Maler)
Hermann August Krüger (* 6. Oktober 1834 in Cottbus, Provinz Brandenburg; † 27. Mai 1908 in Baden-Baden) war ein deutscher Landschaftsmaler der Düsseldorfer Schule.

## Leben

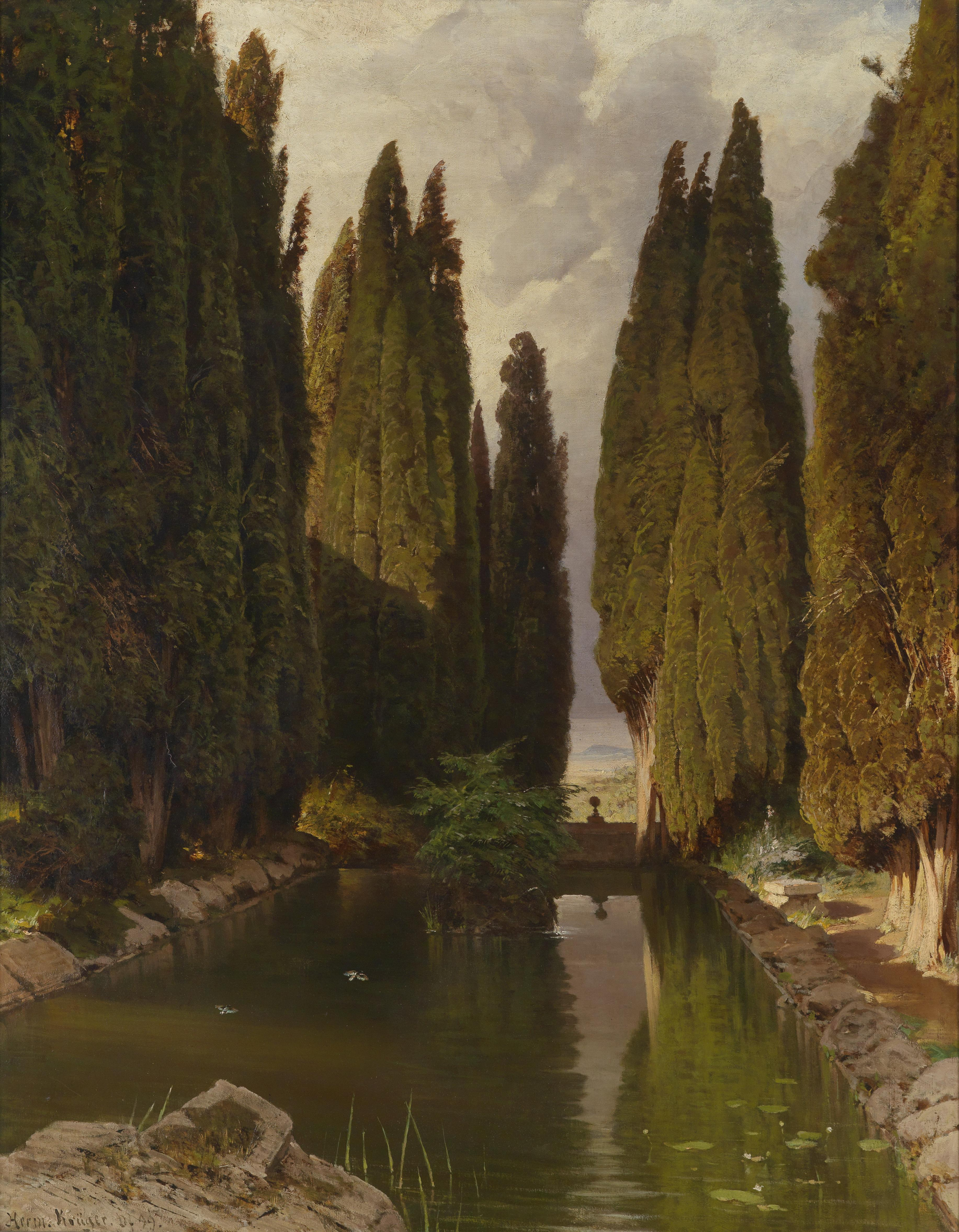
Park bei Rom, 1899 (Zypressenteich der Villa Falconieri in Frascati)

Im Alter von 23 Jahren als Privatschüler von Adalbert Waagen in München, dann von Max Schmidt in Berlin und von Albert Flamm in Düsseldorf bildete sich Krüger, Sohn eines Cottbusser Großkaufmanns, in der Landschaftsmalerei aus. Einen der führenden Landschaftsmaler seiner Zeit, Oswald Achenbach, begleitete er auf mehrere Reisen nach Italien. 1858, 1876/1877, 1896 und noch weitere Male weilte er in Rom. Krüger, der sich wie sein Freund und Vorbild Achenbach einen Ruf als Italienmaler erwarb, lebte nach seinem Studium in Düsseldorf, wo er dem Künstlerverein Malkasten angehörte. Für sein Engagement beim Kaiserfest des Künstlervereins Malkasten wurde ihm 1878 der Königliche Kronen-Orden 4. Klasse verliehen. Durch sein Vermächtnis erwarb die Stadt Düsseldorf unter anderem das Gemälde „Das alte Kohlentor in Düsseldorf“ von Andreas Achenbach. Auch vererbte er ihr einen Kapitalstock von 100.000 Mark, aus dessen Zinserträgen nach Ablauf von zehn Jahren der Städtische Galerieverein fortlaufend Kunstwerke erwerben sollte.